# Sebadenitis

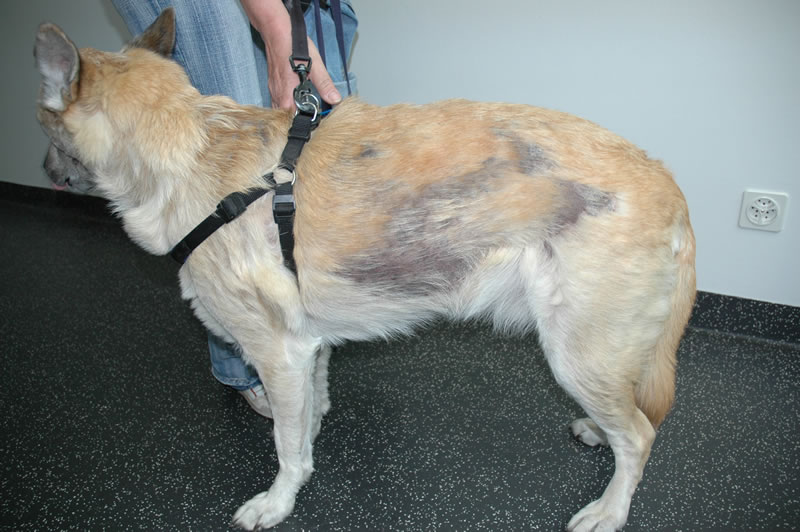
Sebadenitis mit Haarverlust bei einem Hund

Die Sebadenitis (englisch sebaceous adenitis, SA; auch granulomatöse Sebadenitis, primäre Sebadenitis oder aseptische Sebadenitis) ist eine Erkrankung bei Hund und Katze, bei der die Talgdrüsen der Haut durch eine Entzündungsreaktion irreversibel zerstört werden. Sie gehört zu den idiopathischen Erkrankungen, also zu den Krankheiten, deren eigentliche Ursache unbekannt ist. Es wird aber vermutet, dass die Sebadenitis genetisch bedingt ist. Sebadenitis ist abgeleitet von lateinisch Glandula sebacea, Talgdrüse, und Adenitis, Drüsenentzündung. Die Erkrankung wurde erstmals 1986 von Scott beschrieben.

## Pathophysiologie

Haarfollikel mit Talgdrüse (4). Die Sebadenitis zerstört diese Drüsen.

Es gibt verschiedene Hypothesen zu den Ursachen der Erkrankung. Diese reichen von einer genetisch bedingten Entwicklungsstörung der Talgdrüsen über die Hypothese von Autoimmunreaktionen, die die Talgdrüsen zerstören zu Keratinisierungsstörungen, die zu einer Drüsenentzündung führen. Auch eine genetisch bedingte Immunerkrankung ist eine mögliche Erklärung.
Die Erkrankung geht zunächst mit einer Entzündung der Talgdrüsen einher. Später gehen diese zugrunde, was zu einer Hyperkeratose führt. Die Haarfollikel sind in ihrer Entwicklung beeinträchtigt, werden aber nicht völlig zerstört.

## Klinik

### Signalement
Die Erkrankung ist bei Hunden und Katzen beschrieben. Bei Hunden tritt sie bei den Rassen Pudel, Magyar Vizsla und einigen nordischen Rassen wie Akita und Samojede häufiger auf, auch bei Hovawart, Schnauzer, Deutscher Schäferhund, Berner Sennenhund, Malteser, English Springer Spaniel und Mischlingen kommt sie vor. Die Erkrankung tritt bei einigen Rassen und Geschwistertieren gehäuft auf, beispielsweise beim Akita und Hovawart. Insgesamt wurden Fälle bei über 50 Rassen beschrieben.

### Symptome

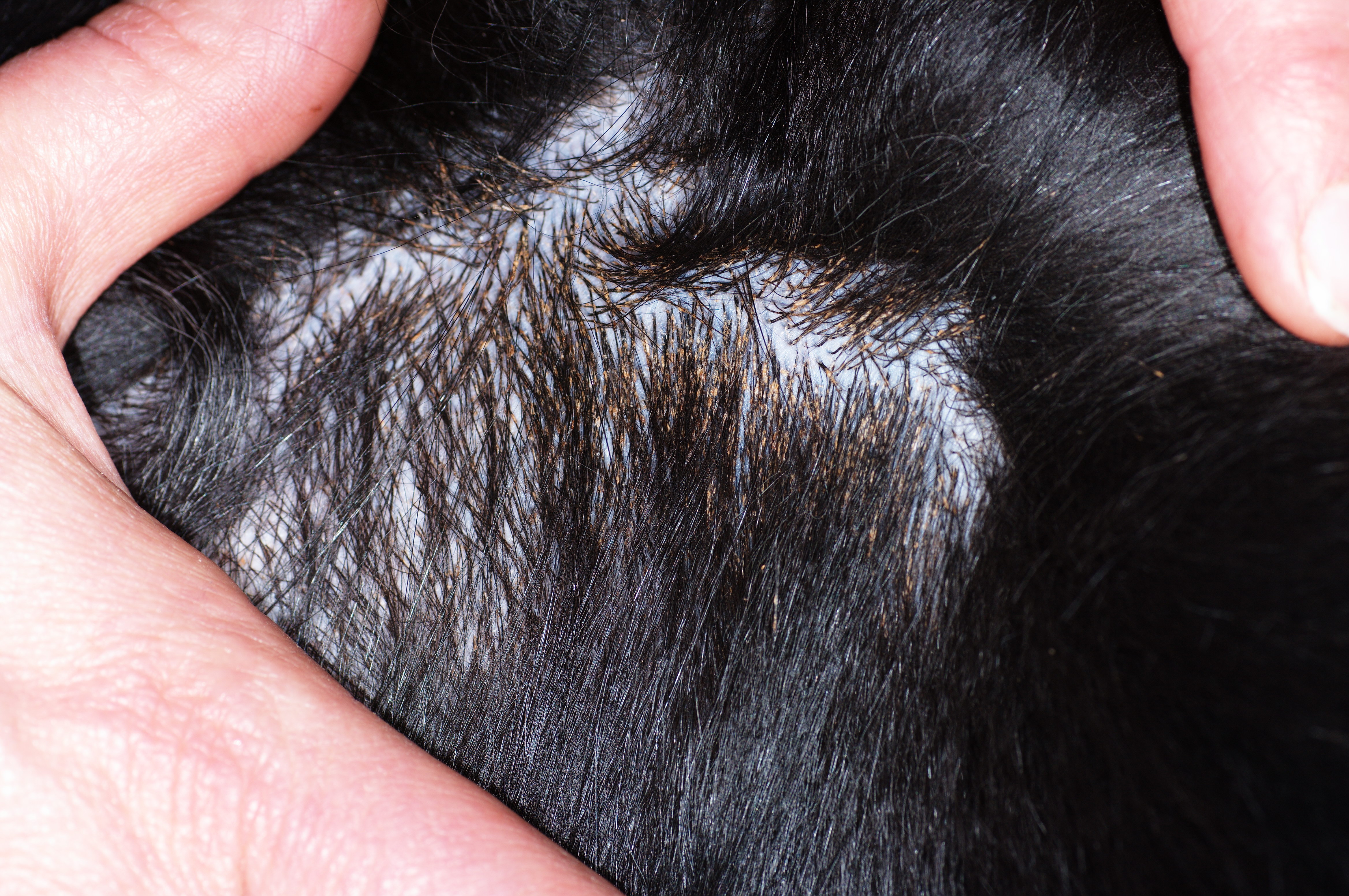
Sebadenitis bei einem 7-jährigen Hovawart. Leichter, lokal begrenzter Erkrankungsfall; in der vollen Bildauflösung sind die typischen Keratinmanschetten gut erkennbar.

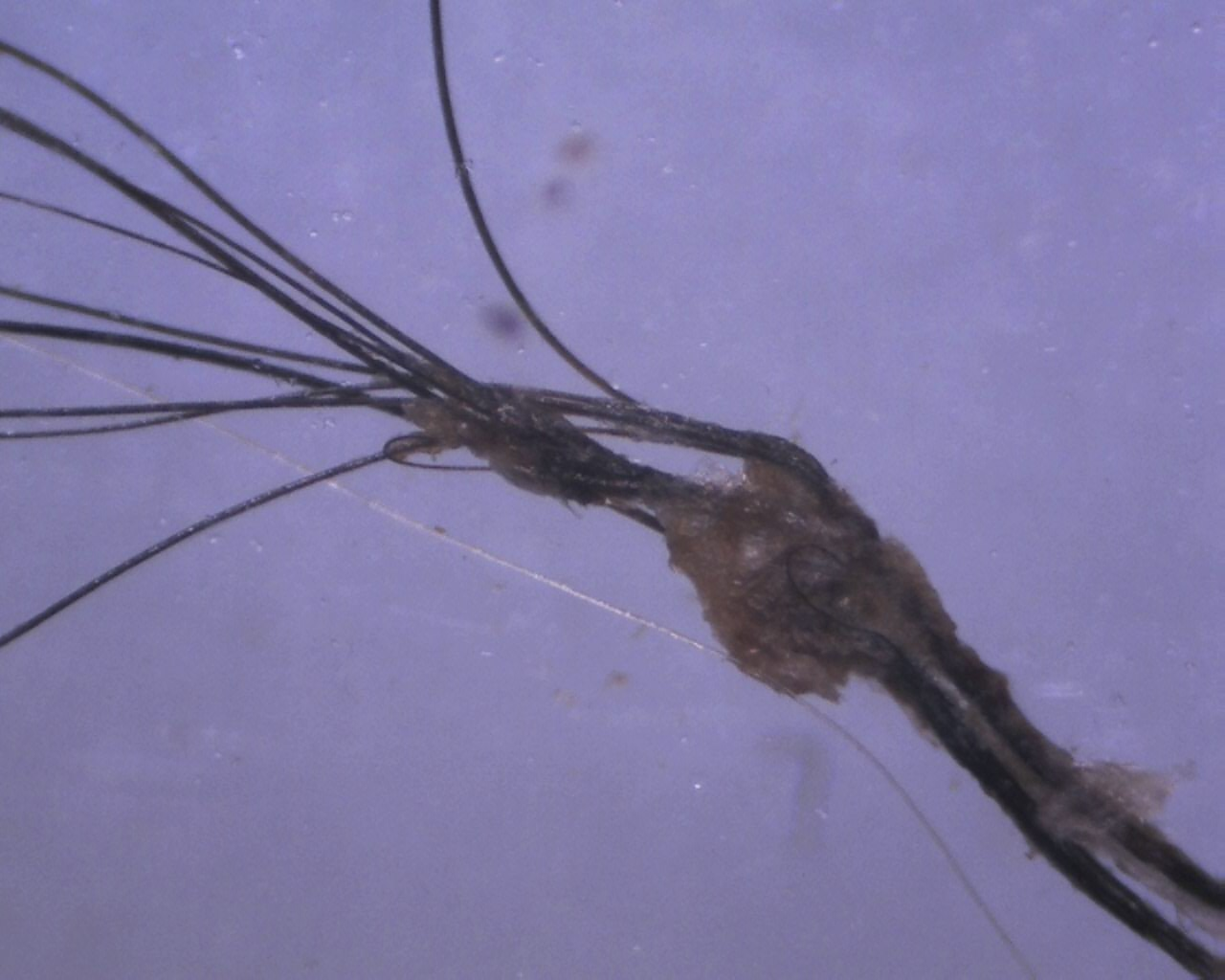
Auflichtmikroskopisches Bild eines kleinen Haarbüschels desselben Hundes. Auch hier fällt die ausgeprägte Keratinmanschette auf.

Die Erkrankung äußert sich durch fortschreitenden Haarausfall, häufig zunächst lokal begrenzt. Haarlose Stellen sind trocken und schuppig. Haarbüschel sind oft miteinander verklebt und haben Keratinmanschetten. Typisch ist auch eine übermäßige Verhornung der Haut (Hyperkeratose). Bei verschiedenen Rassen gibt es unterschiedliche typische Krankheitsverläufe. Juckreiz ist nicht immer vorhanden und unterschiedlich stark ausgeprägt, er tritt erst bei Sekundärinfektionen auf.
Perakuten Erkrankungsverläufen gehen häufig Magen-Darm-Probleme voraus, gelegentlich kommen sie zusammen mit Futtermittelallergien vor. Viele betroffene Tiere haben Entzündungen des Gehörgangs durch vermehrte Bildung von Ohrenschmalz (Otitis externa ceruminosa).

### Diagnose
Die Diagnosestellung erfolgt durch die Entnahme einer Hautbiopsie mit anschließender Histologie und Nachweis der fehlenden Talgdrüsen und/oder der lymphozytären Entzündung in dem Bereich. Differentialdiagnostisch müssen vor allem Infektionen durch Bakterien, Parasiten und Pilze ausgeschlossen werden. Auch Malassezien-Dermatitis und Vitamin-A-responsive Dermatose kommen differentialdiagnostisch in Betracht.
Neben der aseptischen Form gibt es eine sekundäre Form der Sebadenitis, die durch Leishmaniose ausgelöst wird. Anders als bei der primären Form können sich hier die Talgdrüsen regenerieren. Einige Autoren grenzen diese Form jedoch von der Sebadenitis ab, zählen sie also genau nicht dazu.

### Therapie und Prognose
Eine ursächliche Therapie existiert nicht. Die Gabe von Ciclosporin A kann die Erkrankung aufhalten, nach Absetzen schreitet die Zerstörung der Talgdrüsen jedoch weiter fort. Bei milden Erkrankungsformen kann eine Therapie mit Shampoos, die keratinlösende Wirkstoffe enthalten, erfolgreich sein. Eventuell kann anschließend auch 50%iges Propylenglycol als Feuchtigkeitsspender aufgesprüht werden.
Es scheint, dass eine Behandlung in der (frühen) entzündlichen Phase der Erkrankung erfolgversprechender ist als in der (späten) chronischen Phase. Es gibt Autoren, die aus diesem Grund empfehlen, eine Behandlung mit Ciclosporin so früh wie möglich zu beginnen. In einer internationalen Studie konnte kein Unterschied zwischen dem Effekt einer lokalen  Behandlung und demjenigen einer systemischen Therapie nachgewiesen werden. Weitere peroral eingesetzte Wirkstoffe sind Omega-3-Fettsäuren, Retinoide wie Isotretinoin, Vitamin A, Tetracycline und Niacinamid. Die systemische Behandlung sollte immer auch mit einer topischen Behandlung kombiniert werden.
Die Krankheit hat eine gute Prognose, erfordert aber zumeist eine lebenslange Behandlung.

## Genetik und Zuchthygiene
Der genaue Erbgang der Sebadenitis ist nicht bekannt; ihr Auftreten bei bestimmten Rassen und bei Geschwistern betroffener Hunde spricht aber dafür, dass es sich bei ihr um eine Erbkrankheit handelt. Betroffene Tiere sollten deswegen nicht zur Zucht verwendet werden.